# El Círculo (banda)
El Círculo es una banda de pop rock mexicana que surgió en el año 2000 integrada por Miguel Islas, Jaime Flores, Marlon Gerson y Patricio 'Pato' Lomelín, integrantes originales del grupo Ragazzi. Tras cambiar de disquera luego de dos álbumes, tuvieron que renunciar a su antiguo nombre y adoptaron el de El Círculo, el cual según sus integrantes representaba el infinito y la forma perfecta. Después de lanzar dos discos bajo este nuevo concepto, la banda se desintegró en 2003. Ocho años más tarde, en 2011, regresarían oficialmente a los escenarios presentándose en la Ciudad de México y otras ciudades del país. En el año 2017 se integraron a la gira 90's Pop Tour en su segunda etapa, además de aparecer en uno de los conciertos virtuales realizados por la misma, en el año 2020.

## Historia
En 1991, Miguel Islas, Jaime Flores, Marlon Gerson y Patricio 'Pato' Lomelín se unieron en una presentación la cual tenía como finalidad reunir fondos para apoyar a la madre de uno de ellos, la cual se encontraba enferma. Originalmente el concepto consistía en hacer covers y coreografías, y tras el éxito, familiares y amigos los alentaron para continuar con las presentaciones. 

### Ragazzi y Veneno
Fue hasta años más tarde cuando conocieron a Nohemí Gil, tía de la cantante mexicana Fey, quien fuera responsable de la creación de otras boybands mexicanas, como Magneto. Gil llevaría el proyecto a la desaparecida disquera Polygram, la cual los firmó bajo el nombre de Ragazzi. En 1994 lanzaron su primer disco titulado Ragazzi, del cual se desprenderían los sencillos Amiga Veneno (1994) y Baila (1995). 
En 1996 fue lanzado el segundo disco titulado Veneno, del cual se lanzaron los sencillos Cuando Muere el Amor (1996) y Ayúdame (1996).

### Separación de Polygram y cambio de nombre
Los integrantes quisieron evolucionar el concepto, por lo cual decidieron abandonar la disquera. Sin embargo, la condición para obtener su carta de retiro fue que la disquera conservaría el nombre del grupo. Así, en 1998, Polygram lanzó el tercer disco de Ragazzi titulado Libre, con una alineación distinta integrada por Ricardo Alvarado (Rick), Pedro Castellanos, Gustavo Vera (Tavo), Marco Bisogno, y Andrés Pintos (Deko). Esta alineación lanzaría un disco más en el año 2001, TBC, después del cual se desintegraría el grupo.
Así, los integrantes originales firmaron con Sony Music y decidieron llamarse El Círculo, ya que según ellos "éste es infinito y es la forma perfecta; pocas veces podemos encontrar un círculo de amigos, de hermanos y de músicos".

### Murió el Silencio, Sabroso y separación
En 1999, lanzaron su primer material discográfico como El Círculo bajo Sony Music. El álbum fue titulado Murió el Silencio  y de él se desprendieron los sencillos Sube Que Baja (1999), Vámonos (1999) y Volver a Empezar (1999).
Su segundo y último álbum de estudio fue titulado Sabroso, el cual se lanzó en el año 2001. De éste se desprendió el sencillo Popurrí del Sirenito, el cual es una fusión de los temas La Sirenita y Rigo es Amor del cantante mexicano Rigo Tovar.
Con el inicio de la era digital, vino una crisis que afectó a la mayoría de las disqueras, incluyendo a la de ellos, la cual dejó de apoyarlos debidamente, y finalmente la banda se separó en 2003. En los años siguientes, Miguel Islas lanzó dos discos en solitario, y el grupo siguió presentándose en vivo esporádicamente. Según Marlon Gerson, ellos realmente nunca se separaron "pues cada uno estuvo inmerso en sus actividades, como Miguel, quien realizó dos discos en solitario y tuvo que promover su material", pero eso no era impedimento para que cada año se vieran y realizaran algunas presentaciones.

### Regreso a los escenarios
El 17 de junio de 2011 marcó el regreso a los escenarios de la agrupación, presentándose en la Ciudad de México en lo que sería el primero de una serie de conciertos por la República Mexicana. Interpretaron temas tanto de El Círculo como los dos primeros discos de Ragazzi. 
En su momento Miguel Islas comentó: "Tenemos muchos años que nos separamos, el último disco fue en 2003 y en todos este tiempo nos juntábamos a tocar y teníamos algunas presentaciones, era más entre amigos y en esta ocasión fue más formal; decidimos juntarnos con la necesidad de tocar, no la pasamos bien juntos, esta presentación es más que un reencuentro en forma". Jaime Flores mencionó la posibilidad de lanzar material inédito comentando: "Nos han pedido que vayamos a sus ciudades y se nos ocurrió comenzar con un concierto en el Distrito Federal, queremos estar activos al menos este año y hacer diferentes conciertos, ya depende de la gente si continuamos. También queremos editar un nuevo material, todo el tiempo estamos componiendo, sólo nos hace falta grabar el disco". Marlon Gerson señaló que "han cambiado las cosas y eso es lo que nos motiva, tenemos mucha expectativa de lo que va a pasar en el concierto. Hemos hecho las cosas al revés, no es como un reencuentro, en el que se junta el grupo, hacen una gira, recaudan dinero y se van, aquí el pretexto es tocar, reconquistar al público que alguna vez nos siguió y hacernos de nuevos seguidores". Por su parte, Pato Lomelín indicó "Nunca nos hemos separado, somos amigos y formamos una familia, eso es lo que reflejaremos en el escenario" 

### 90's Pop Tour
El 14 de octubre de 2017, El Círculo fue invitado especial de la gira 90's Pop Tour, en León, Guanajuato. Ese mismo año fue anunciado que El Círculo, Irán Castillo, MDO y Beto Cuevas se unirían al elenco del 90's Pop Tour en su segunda etapa.
El 30 de noviembre de 2017, El Círculo se integró formalmente a la gira, mismo día en que se grabaría el álbum en vivo 90's Pop Tour Vol. 2, el cual fue lanzado en formato CD/DVD el 20 de abril de 2018. Durante la gira, interpretaron los temas de Ragazzi Baila, Ayúdame (con JNS) y Veneno (con OV7), además de Sube que Baja (con OV7, JNS y Calo) que es parte de su actual proyecto, además de colaborar con el resto del elenco en los temas Ritmo de la Noche (original de The Sacados), Tus Besos y Shabadabada (de OV7), Súbete a Mi Moto / Claridad (de MDO) y Muévelo (de Fey).
El 28 de abril de 2018 sería su última participación en la gira, tras ocho conciertos, presentándose en el Coliseo de Yucatán en Mérida. El 3 de octubre de 2020, se unirían una vez más al proyecto del 90's Pop Tour en el segundo concierto virtual realizado por el proyecto musical durante la pandemia del COVID-19. En esta presentación virtual interpretaron sus temas Baila y Veneno, además de colaborar con Erik Rubín en la canción Con Todos Menos Conmigo, original del grupo Timbiriche.

## Discografía

### Álbumes

#### Como Ragazzi
| Año  | Nombre  | Disquera |
| ---- | ------- | -------- |
| 1994 | Ragazzi | Polygram |
| 1996 | Veneno  | Polygram |

#### Como El Círculo
| Año  | Nombre               | Disquera   |
| ---- | -------------------- | ---------- |
| 1999 | Murió el Silencio    | Sony Music |
| 2001 | Sabroso              | Sony Music |
| 2018 | 90's Pop Tour Vol. 2 | Sony Music |

### Sencillos
- Amiga Veneno (1994)
- Baila (1995)
- Cuando Muere el Amor (1996)
- Ayúdame (1996)
- Sube Que Baja (1999)
- Vámonos (1999)
- Volver a Empezar (1999)
- Popurrí del Sirenito (2001)